# لوچانو جووانتی
لوچانو جووانتی (ایتالیایی: Luciano Giovannetti؛ زادهٔ ۲۵ سپتامبر ۱۹۴۵) تیرانداز اهل ایتالیا بود.
وی در مسابقات کشوری و بین‌المللی در مجموع برندهٔ ۶ مدال طلا، ۱ مدال نقره شده‌است.